# Приз Кларенса С. Кемпбела
Приз Кла́ренса С. Ке́мпбела (англ. Clarence S. Campbell Bowl) або Приз Кемпбела (англ. Campbell Trophy) — нагорода Національної хокейної ліги, яку вручають переможцю Західної конференції, тобто клубу, який пройшов до фіналу Кубку Стенлі від Західної конференції. Названий на честь Кларенса Кембела, голови НХЛ у сезонах з 1946 до 1977 років. Сама нагорода — це срібний кубок, виготовлений британськими майстрами ще в 1878 році. Поточним власником є «Вегас Голден Найтс».

## Історія
Приз Кларенса С. Кемпбела засновано клубами НХЛ, щоб відзначити вклад та заслуги Президента Ліги Кларенса С. Кемпбела, на початку розширень Сучасної ери. Із сезону заснування (1967—1968) до сезону 1973-74 вручався переможцям регулярного чемпіонату Західного дивізіону. З перебудовою НХЛ у 1974-75 рр. нагороду отримував переможець регулярного чемпіонату Конференції Кемпбел до сезону 1980-81. На початку сезону 1981-82 було вирішено, що нагороду буде отримувати переможець плей-оф Конференції Кемпбел. У 1993-94рр. Конференцію Кембел перейменували на Західну, і до сьогоднішніх днів приз вручається команді, яка пройшла у фінал Кубку Стенлі від Західної конференції.
Приз вручає заступник комісіонера НХЛ капітанові команди. Проте, серед гравців НХЛ є повір'я, що неможна торкатися чи підіймати трофей (аналогічно у Східній конференції та з призом принца Уельського), коли вони виграли звання чемпіонів конференції. Гравці вважають, що Кубок Стенлі — єдина нагорода в НХЛ і лише його можна підіймати.

## Переможці
| Перемог | Команда                |
| ------- | ---------------------- |
| 9       | Едмонтон Ойлерс        |
| 7       | Чикаго Блекгокс        |
| 6       | Філадельфія Флайєрс    |
| 6       | Детройт Ред-Вінгс      |
| 4       | Міннесота/Даллас Старс |
| 3       | Калгарі Флеймс         |
| 3       | Лос-Анджелес Кінгс     |
| 3       | Нью-Йорк Айлендерс     |
| 3       | Ванкувер Канакс        |
| 3       | Сент-Луїс Блюз         |
| 3       | Колорадо Аваланч       |
| 2       | Анагайм (Майті) Дакс   |
| 2       | Вегас Голден Найтс     |
| 1       | Сан-Хосе Шаркс         |
| 1       | Монреаль Канадієнс     |
| 1       | Нашвілл Предаторс      |

### Переможці регулярного чемпіонату Західного дивізіону (1967–74)
| Сезон   | Переможець          | Пер# |
| ------- | ------------------- | ---- |
| 1967-68 | Філадельфія Флайєрс | 1    |
| 1968-69 | Сент-Луїс Блюз      | 1    |
| 1969-70 | Сент-Луїс Блюз      | 2    |
| 1970-71 | Чикаго Блекгокс     | 1    |
| 1971-72 | Чикаго Блекгокс     | 2    |
| 1972-73 | Чикаго Блекгокс     | 3    |
| 1973-74 | Філадельфія Флайєрс | 2    |

### Переможці регулярного чемпіонату Конференції Кемпбел (1974–81)
| Сезон   | Переможець          | Пер# |
| ------- | ------------------- | ---- |
| 1974-75 | Філадельфія Флайєрс | 3    |
| 1975-76 | Філадельфія Флайєрс | 4    |
| 1976-77 | Філадельфія Флайєрс | 5    |
| 1977-78 | Нью-Йорк Айлендерс  | 1    |
| 1978-79 | Нью-Йорк Айлендерс  | 2    |
| 1979-80 | Філадельфія Флайєрс | 6    |
| 1980-81 | Нью-Йорк Айлендерс  | 3    |

### Переможці плей-оф Конференції Кемпбел (1981–93)
| Сезон   | Переможець           | Пер# |
| ------- | -------------------- | ---- |
| 1981-82 | Ванкувер Канакс      | 1    |
| 1982-83 | Едмонтон Ойлерс      | 1    |
| 1983-84 | Едмонтон Ойлерс      | 2    |
| 1984-85 | Едмонтон Ойлерс      | 3    |
| 1985-86 | Калгарі Флеймс       | 1    |
| 1986-87 | Едмонтон Ойлерс      | 4    |
| 1987-88 | Едмонтон Ойлерс      | 5    |
| 1988-89 | Калгарі Флеймс       | 2    |
| 1989-90 | Едмонтон Ойлерс      | 6    |
| 1990-91 | Міннесота Норз-Старс | 1    |
| 1991-92 | Чикаго Блекгокс      | 4    |
| 1992-93 | Лос-Анджелес Кінгс   | 1    |

### Переможці плей-оф Західної конференції (1993–2020)
| Сезон     | Переможець                  | Пер# |
| --------- | --------------------------- | ---- |
| 1993-94   | Ванкувер Канакс             | 2    |
| 1994-95   | Детройт Ред-Вінгс           | 1    |
| 1995-96   | Колорадо Аваланч            | 1    |
| 1996-97   | Детройт Ред-Вінгс           | 2    |
| 1997-98   | Детройт Ред-Вінгс           | 3    |
| 1998-99   | Даллас Старс                | 1    |
| 1999-2000 | Даллас Старс                | 2    |
| 2000-01   | Колорадо Аваланч            | 2    |
| 2001-02   | Детройт Ред-Вінгс           | 4    |
| 2002-03   | Майті Дакс оф Анагайм       | 1    |
| 2003-04   | Калгарі Флеймс              | 3    |
| 2004-05   | Не розігрували через локаут | -    |
| 2005-06   | Едмонтон Ойлерс             | 7    |
| 2006-07   | Анагайм Дакс                | 2    |
| 2007-08   | Детройт Ред-Вінгс           | 5    |
| 2008-09   | Детройт Ред-Вінгс           | 6    |
| 2009-10   | Чикаго Блекгокс             | 5    |
| 2010-11   | Ванкувер Канакс             | 3    |
| 2011-12   | Лос-Анджелес Кінгс          | 2    |
| 2012-13   | Чикаго Блекгокс             | 6    |
| 2013-14   | Лос-Анджелес Кінгс          | 3    |
| 2014-15   | Чикаго Блекгокс             | 7    |
| 2015-16   | Сан-Хосе Шаркс              | 1    |
| 2016-17   | Нашвілл Предаторс           | 1    |
| 2017-18   | Вегас Голден Найтс          | 1    |
| 2018-19   | Сент-Луїс Блюз              | 3    |
| 2019-20   | Даллас Старс                | 4    |

### Переможці півфіналу Кубка Стенлі (2021–)
| Сезон   | Переможець         | Пер# |
| ------- | ------------------ | ---- |
| 2020-21 | Монреаль Канадієнс | 1    |
| 2021-22 | Колорадо Аваланч   | 3    |
| 2022-23 | Вегас Голден Найтс | 2    |
| 2023-24 | Едмонтон Ойлерз    | 8    |
| 2024-25 | Едмонтон Ойлерз    | 9    |